# Carla’s Dreams
Carla’s Dreams — молдавский музыкальный проект, созданный в 2012 году в Кишинёве. Представляет собой анонимную группу певцов и композиторов, которые поют на румынском, русском и английском языках. Во время концертов музыканты, чтобы скрыть свою личность, надевают капюшон и солнцезащитные очки, а их лицо и другие части тела разукрашены.

## История
Проект был основан 20 января 2012 в городе Кишинёв.
В своём творчестве Carla’s Dreams сочетает несколько музыкальных стилей, включая хип-хоп, джаз, рок, поп, альтернативная музыка, европоп и трип-хоп. Первой песней группы Carla’s Dreams была «Dă-te». В 2013 году в Румынии группа Carla’s Dreams совместно с Инной выступила с песней «P.O.H.U.I.», позднее с Лореданой они исполнили композицию «Lumea ta», и в 2015 году с Делией выпустили песни «Cum ne noi» и «Da, mamă». Как заверяет солист сам он не имеет музыкального образования и является любителем.
В конце мая 2016 года трек «Sub pielea mea» занял первую строчку хит-парада российского iTunes Store. В этом же году по итогам июля песня заняла первое место в сервисе «Яндекс.Музыка» на территории России.
СМИ неоднократно пытались выяснить личность вокалиста группы. По одной из версий, под маской скрывается Андрей Цэруш (Andrei Ţăruş), ранее основавший группу In Quadro. Сам солист Carla’s Dreams это отрицает, хотя и отмечает, что Андрей некоторое время с ними работал. В своём интервью солист Carla’s Dreams заявил: «Я никогда не был участником группы In Quadro и не имею к ней отношения».

## Дискография

### Альбомы
- Hobson’s Choice (2012)
- DA. NU. NA. (2014)
- NGOC (2016)
- Antiexemplu (2017)
- Monomaniac (2018)
- Nocturn (2019)

### Песни
| - «Raslabon» - «Жить выбираем» (feat. DARA) - «Inima» - «Искусство любви…» - «Летать» - «Стена…» - «До встречи, не скучай…» - «Крутится Земля» - «Если бы…» - «На перекрёстках» - «My Girl» - «Născut în Moldova» - «Cântec de leagăn» - «Влюблены» (feat. DARA) - «Hobson’s Choice» - «Cantec Despre Mare» - «Mama» - «Tata» - «Dă-ti-n chizda mă-tii» | - «Pentru cei ce pot» - «Kрасными красками» - «Scrisoare fratelui mai mic» - «P.O.H.U.I.» (feat. INNA) - «Funeral Face» - «Lumea ta» (feat. Loredana) - «Tempus fugit» - «Wednesday» - «С высоты» - «Farewell» - «Tempus fugit 2» - «Numai tu» - «Ești altfel» - «Atât de liberi» - «Нелюбимая» - «Rățușca» - «Mai stai» | - «Fie ce-o fi» (feat. Dara, INNA & Antonia) - «Rachete» («Rockets») - «Cum ne noi» (feat. Delia) - «Da, mamă» (feat. Delia) - «Tempus fugit 3 (#tra-ta-ta)» - «Zarplata» (#Ci-ta-na-na-na) - «Te rog» (feat. INNA) - «Sub pielea mea» - «Aripile» - «Acele» - «Unde» - «Suna-ma» (feat. Antonia) - «Треугольники» - «Imperfect» - «Anti CSD» - «Dragostea Din Plic» - «Antiexemplu» - «Document» (cover COMA) - «Ne Bucuram In Ciuda Lor» - «Tu Si Eu» (feat.INNA) - «Până la sânge» - «Inima» (feat.Delia) - «Animal De Prada» - «Formula Apei» - «Ai Mei» - «Beretta» - «Frica» - «413» - «17 Ani» - «Tequila» (feat. Blacklist) - «Pe Umerii Tai Slabi» - «Monomaniac» - «Poetic si Murdar» - «Lacrimi si Pumni in Pereti» - «Praf de Stele» - «Ca Benzina» - «Karma» - «Luna» - «CRV» - «Luna» - «ITSOVA» - «Te-ascund In Vise» - «Ne topim» - «Dependent» (feat. Deliric) - «Gust amar» - "Anxietate" (feat. Antonia) - "Bambolina" (feat Killa Fonic) - "Baila Conmigo" x Blacklist - "Seară de seară" - "Secrete" - "Scara 2,etajul 7" - "Simplu și ușor" - "N-aud" (feat. EMAA) - "Victima" - "Înapoi" - "Doar tu" - "Adidașii gri" - "Din cauza ta" (feat. Nicole Cherry) - "AE" |

## Видеография[10]
| Год  | Название                          |
| ---- | --------------------------------- |
| 2012 | «Влюблены» (feat. Dara)           |
| 2012 | «Жить выбираем» (feat. Dara)      |
| 2013 | «Inima» (Jenya Solid Remix)       |
| 2013 | «Funeral Face»                    |
| 2013 | «P.O.H.U.I.» (feat. INNA)         |
| 2013 | «Lumea ta» (feat. Loredana)       |
| 2014 | «Farewell"                        |
| 2015 | «Te rog»                          |
| 2016 | «Sub pielea mea»/#Eroina          |
| 2016 | «Aripile»                         |
| 2016 | «Acele»                           |
| 2016 | «Unde"                            |
| 2016 | «Suna-ma» (feat. Antonia)         |
| 2016 | «Треугольники»                    |
| 2016 | «Imperfect»                       |
| 2016 | «Ne Bucuram In Ciuda Lor»         |
| 2017 | «Anti CSD»                        |
| 2017 | «Dragostea Din Plic"              |
| 2017 | «Tu Si Eu» (feat. INNA)           |
| 2017 | «Pana La Sange»                   |
| 2017 | «Beretta»                         |
| 2018 | «413»                             |
| 2018 | «17 Ani»                          |
| 2018 | «Pe Umerii Tai Slabi»             |
| 2018 | «Poetic si Murdar»                |
| 2018 | «Monomaniac»                      |
| 2018 | «Lacrimi si Pumni in Pereti »     |
| 2018 | «Praf de stele»                   |
| 2018 | «Ca benzina»                      |
| 2018 | «Ca benzina:Regina Goala»         |
| 2018 | «Karma»                           |
| 2018 | «CRV»                             |
| 2018 | «Luna»                            |
| 2019 | «ITSOVA»                          |
| 2019 | «Te-ascund In Vise»               |
| 2019 | «Ne topim»                        |
| 2019 | «Dependent(feat. Deliric)»        |
| 2019 | "Gust Amar"                       |
| 2019 | "Anxietate" (feat. Antonia)       |
| 2019 | "Baila Conmigo" (feat. BlackList) |
| 2019 | "Seara de seara"                  |
| 2020 | "Secrete"                         |
| 2020 | "Scara 2, etajul 7"               |
| 2020 | "Simplu și ușor"                  |
| 2021 | "N-aud" (feat. EMAA)              |
| 2022 | «Victima»                         |
| 2022 | "Înapoi"                          |
| 2022 | "Doar tu"                         |
| 2022 | "Adidașii gri"                    |
| 2023 | "AE"                              |